# El Zapote (Tabasco)
El Zapote es una localidad del municipio de Nacajuca ubicado en la subregión centro del estado mexicano de Tabasco.

## Geografía
La localidad de El Zapote se sitúa en las coordenadas geográficas 18°08′25″N 92°57′46″O / 18.140278, -92.962778, a una elevación de 7 metros sobre el nivel del mar.

## Demografía
Según el Conteo de Población y Vivienda 2020, efectuado por el Instituto Nacional de Estadística y Geografía, la localidad de El Zapote tiene 1,393 habitantes, de los cuales 705 son del sexo masculino y 688 del sexo femenino. Su tasa de fecundidad es de 2.5 hijos por mujer y tiene 384 viviendas particulares habitadas.
| Gráfica de evolución demográfica de El Zapote entre 1900 y 2020 |
|                                                                 |
| INEGI.                                                          |